# MKDMSK
MKDMSK, pseudonimo di Atte Toikka (Forssa, 15 maggio 1997 – Helsinki, 21 gennaio 2019), è stato un rapper finlandese.

## Biografia
Nato a Forssa, è salito alla ribalta con la pubblicazione del singolo Edelleen edellä, che è divenuta la prima entrata dell'artista nella Suomen virallinen lista, dopo aver debuttato nella top 20.
Il 21 gennaio 2019 è morto improvvisamente nel sonno a causa di un ingrossamento del cuore sul divano del suo amico d'infanzia, Taisto Palm, a Helsinki il 21 gennaio 2019; in seguito il secondo album in studio eponimo, distribuito per mezzo della divisione finlandese dell'Universal, ha raggiunto la 2ª posizione della classifica nazionale, rimanendo per oltre 70 settimane e venendo certificato platino con oltre 20 000 unità totalizzate. La traccia Avasin mun silmät, contenuta nel disco, ha fruttato al rapper la sua prima top five nella hitparade dei singoli finlandese.
Ha conquistato il suo posizionamento migliore in determinata graduatoria grazie a Surullinen klovni (2019), una collaborazione con Pyhimys, che si è collocata al 2º posto, bloccata da Bad Guy di Billie Eilish. Si tratta inoltre della 6ª hit più venduta in Finlandia nel corso del 2019.

## Discografia

### Album in studio
- 2017 – Ota kiinni
- 2019 – MKDMSK

### Singoli
- 2016 – Pelaajii
- 2016 – Sushizone (feat. Pajafella & Kube)
- 2016 – Freddie Krueger
- 2018 – Tanssin paholaisen kanssa/Kaikki tää valkenee
- 2019 – Edelleen edellä
- 2019 – Surullinen klovni (con Pyhimys)
- 2020 – Salut